# Liste des monuments historiques de Bouxwiller (Bas-Rhin)
Ce tableau présente la liste de tous les monuments historiques de Bouxwiller (Bas-Rhin), classés ou inscrits.

## Monuments historiques
Selon la base Mérimée, il y a 19 monuments historiques à Bouxwiller, inscrits ou classés.
| Monument                                                                                         | Adresse                        | Coordonnées                      | Notice         | Protection     | Date      | Illustration                                                                                    |
| ------------------------------------------------------------------------------------------------ | ------------------------------ | -------------------------------- | -------------- | -------------- | --------- | ----------------------------------------------------------------------------------------------- |
| Banc-reposoir napoléonien banc-reposoir                                                          | RD 59, Griesbach-le-Bastberg   | 48° 48′ 11″ nord, 7° 26′ 04″ est | « PA00084639 » | Inscrit        | 1988      | Banc-reposoir napoléonienbanc-reposoir                                                          |
| Banc-reposoir napoléonien banc-reposoir                                                          | RD 73, Oberholz                | 48° 50′ 02″ nord, 7° 26′ 38″ est | « PA00084640 » | Inscrit        | 1988      | Banc-reposoir napoléonienbanc-reposoir                                                          |
| Banc-reposoir napoléonien banc-reposoir                                                          | RD 232, Riedheim               | 48° 48′ 47″ nord, 7° 28′ 44″ est | « PA00084641 » | Inscrit        | 1988      | Banc-reposoir napoléonienbanc-reposoir                                                          |
| Banc-reposoir napoléonien banc-reposoir                                                          | RD 232                         | 48° 48′ 04″ nord, 7° 28′ 55″ est | « PA00084642 » | Inscrit        | 1988      | Banc-reposoir napoléonienbanc-reposoir                                                          |
| Chapelle Saint-Georges (halle aux blés) chapelle, façades et toitures de la halle avec charpente | Clos des Seigneurs             | 48° 49′ 30″ nord, 7° 29′ 00″ est | « PA00084643 » | Inscrit        | 1987      | Chapelle Saint-Georges (halle aux blés)chapelle, façades et toitures de la halle avec charpente |
| Église Saint-Léger église                                                                        | Rue des Mines                  | 48° 49′ 23″ nord, 7° 28′ 42″ est | « PA00084644 » | Inscrit        | 1930      | Église Saint-Légeréglise                                                                        |
| Église luthérienne église                                                                        | Place de l'Église              | 48° 49′ 26″ nord, 7° 28′ 50″ est | « PA00084645 » | Inscrit        | 1930      | Église luthérienneéglise                                                                        |
| Hôtel de ville façades, toitures, vestibule d'entrée                                             | Place du Château               | 48° 49′ 30″ nord, 7° 28′ 57″ est | « PA00084646 » | Inscrit        | 1930      | Hôtel de villefaçades, toitures, vestibule d'entrée                                             |
| Jardin de l'hôpital deux fontaines, statue                                                       | 3, rue du Canal                | 48° 49′ 27″ nord, 7° 28′ 59″ est | « PA00084647 » | Inscrit        | 1930      | Jardin de l'hôpitaldeux fontaines, statue                                                       |
| Maison du receveur ecclésiastique façades, toiture                                               | 18, rue du Canal               | 48° 49′ 26″ nord, 7° 28′ 53″ est | « PA00084648 » | Inscrit        | 1930      | Maison du receveur ecclésiastiquefaçades, toiture                                               |
| Maison Siegler façades, toiture                                                                  | 2, rue de l'Église             | 48° 49′ 26″ nord, 7° 28′ 52″ est | « PA00084649 » | Inscrit        | 1930      | Maison Sieglerfaçades, toiture                                                                  |
| Maison Pflüger façade sur rue, toiture                                                           | 29, Grand-Rue                  | 48° 49′ 27″ nord, 7° 28′ 53″ est | « PA00084650 » | Inscrit        | 1930      | Maison Pflügerfaçade sur rue, toiture                                                           |
| Maison façades sur rue et sur cour                                                               | 37, Grand-Rue                  | 48° 49′ 28″ nord, 7° 28′ 51″ est | « PA00084651 » | Inscrit        | 1930      | Image manquante Téléverser                                                                      |
| Maison oriel                                                                                     | 46, Grand-Rue                  | 48° 49′ 29″ nord, 7° 28′ 51″ est | « PA00084652 » | Inscrit        | 1930      | Maisonoriel                                                                                     |
| Maison façades et toitures du bâtiment principal et de l'avant-corps                             | 6, rue des Juifs               | 48° 49′ 27″ nord, 7° 28′ 49″ est | « PA00084653 » | Inscrit        | 1930      | Maisonfaçades et toitures du bâtiment principal et de l'avant-corps                             |
| Maison façades et toitures sur rue                                                               | 26, place du Marché-aux-Grains | 48° 49′ 30″ nord, 7° 28′ 54″ est | « PA00084654 » | Inscrit        | 1930      | Maisonfaçades et toitures sur rue                                                               |
| Maison façade sur rue                                                                            | 3, rue de la Poste             | 48° 49′ 25″ nord, 7° 28′ 54″ est | « PA00084655 » | Inscrit Abrogé | 1930 2015 | Maisonfaçade sur rue                                                                            |
| Maison façades, toiture                                                                          | 1, rue du Sable                | 48° 49′ 28″ nord, 7° 28′ 49″ est | « PA00084656 » | Inscrit        | 1930      | Maisonfaçades, toiture                                                                          |
| Musée judéo-alsacien (ancienne synagogue) façades, toitures, parvis, mur de clôture              | Grand-Rue                      | 48° 49′ 32″ nord, 7° 28′ 49″ est | « PA00084657 » | Inscrit        | 1984      | Musée judéo-alsacien (ancienne synagogue)façades, toitures, parvis, mur de clôture              |

## Mobiliers historiques
Selon la base Palissy, il y a 15 objets monuments historiques à Bouxwiller.
| Monument historique                                   | Localisation                  | Protection | Date de la protection | Référence            | Photo |
| ----------------------------------------------------- | ----------------------------- | ---------- | --------------------- | -------------------- | ----- |
| grande cloche                                         | hôtel de ville                | inscrit    | 2001                  | Notice no PM67001592 |       |
| tableau et son cadre : La Décapitation de Saint-Léger | église catholique Saint-Léger | inscrit    | 1995                  | Notice no PM67001590 |       |
| cloche                                                | église catholique Saint-Léger | inscrit    | 1995                  | Notice no PM67001589 |       |
| statue : Vierge                                       | église catholique Saint-Léger | inscrit    | 1995                  | Notice no PM67001588 |       |
| statue : Saint-Louis de Gonzague                      | église catholique Saint-Léger | inscrit    | 1995                  | Notice no PM67001587 |       |
| ensemble de deux autels secondaires                   | église catholique Saint-Léger | inscrit    | 1995                  | Notice no PM67001586 |       |
| orgue de tribune                                      | église catholique Saint-Léger | classé     | 1977                  | Notice no PM67000999 |       |
| orgue de tribune : partie instrumentale de l'orgue    | église catholique Saint-Léger | classé     | 1988                  | Notice no PM67000033 |       |
| orgue de tribune : buffet d'orgue                     | église catholique Saint-Léger | classé     | 1977                  | Notice no PM67000032 |       |
| table de style Louis XIV                              | église protestante            | inscrit    | 1995                  | Notice no PM67001585 |       |
| 27 tableaux de la tribune                             | église protestante            | inscrit    | 1999                  | Notice no PM67001357 |       |
| orgue de tribune                                      | église protestante            | classé     | 1977                  | Notice no PM67000998 |       |
| orgue de tribune : buffet d'orgue                     | église protestante            | classé     | 1977                  | Notice no PM67000495 |       |
| chaire à prêcher                                      | église protestante            | classé     | 1995                  | Notice no PM67000733 |       |
| petite cloche                                         | hôtel de ville                | inscrit    | 2001                  | Notice no PM67001591 |       |